# Břest (przystanek kolejowy)
Břest – przystanek kolejowy w miejscowości Břest, w kraju zlińskim, w Czechach. Znajduje się na wysokości 205 m n.p.m.
Na przystanku nie ma możliwość zakupu biletów, a obsługa podróżnych odbywa się w pociągu. 

## Linie kolejowe
- 330 Přerov - Břeclav